# '87世界古城博覧会
'87世界古城博覧会 (せかいこじょうはくらんかい) は滋賀県彦根市で開催された博覧会。

## 概要
彦根市の市政50周年を記念し、1987年（昭和62年）3月28日から、5月31日まで65日間開催された博覧会である。
「城の国際交流」を標榜して、ヨーロッパからの40点を含めて国内外の名城から逸品を出展してもらう「一城一宝展」などを中心とし、会期中ほぼ毎日多彩な催し物を企画し、会期中に約84万人の入場者を集めた。
また、博覧会の収支決算で約1.9億円の剰余金が生じて滋賀県と彦根市に寄付されることになり、開催期間中の彦根市の観光客数が例年の約3.2倍に増えるなど集客面などでは成功をおさめた。
しかし、その反面、展示などの内容面での評価は厳しいものがあり、彦根市議会に決算報告せずに博覧会協会が解散したことに市民などから比判されるなどの問題も生じた。

### 古城博記念公園
会場跡地は、閉幕後も遊具は残されており、そうした施設や跡地を活用して整備が行われ、1988年（昭和63年） 3月12日に「古城博記念公園」として正式に開園した。

## 沿革
- 1986年（昭和61年）
  - 2月12日 - '87世界古城博覧会協会設立[4]。
  - 11月6日 - 起工式[13]。
- 1987年（昭和62年）
  - 3月28日 - 開幕[1][2]。
  - 5月31日 - 閉幕[3]。
- 1988年（昭和63年）
  - 3月12日 - 会場跡地に「古城博記念公園」が正式に開園[12]。

## キャラクターとテーマ
- キャラクター 城まる君 - 彦根城とその別名金亀城にちなみ亀と天守閣を合体させ擬人化したもの。空色主体の仕上げになっている。
- テーマ - 古城文化にスポットをあて、世界の古城をネットワークする古城街道を提唱
- テーマ曲 - 作曲三枝成彰

## パビリオン
- テーマ館 日本と世界の古城
- 日本アイ・ビー・エム館 - 映像で見る日本と世界の古城

他

## イベント
- 5月 BRICKS DANCE COMPANY
- 「中世騎士の騎馬合戦」をテーマにしたホースショー[14]。使われた馬の中には種牡馬引退後のハードバージがいた[14]。

## その他
- 会場の版画は池田満寿夫作
- パビリオンの建築・設計には高松伸が携わった。
- 来場者に小泉紅かぶらを彦根の特産品として紹介し、小泉紅かぶらの糟漬けを販売した。